# Nøgne Ø
Nøgne Ø es una fábrica de cerveza, fundada en 2002 por Gunnar Wiig y Kjetil Jikiun en Grimstad, Noruega.

## Historia
Nøgne Ø fue fundada a finales de 2002, por Gunnar Wiig y Kjetil Jikiun. La fábrica de cerveza de nombre, Nøgne Ø, significa «isla desnuda» en danés antiguo. El nombre fue elegido de un poema noruego del siglo XIX titulado Terje Vigen de Henrik Ibsen.
En noviembre de 2013, Hansa Borg Bryggeriet compra la mayoría de las acciones de la compañía, y en julio de 2015 Jikiun abandona la empresa después de publicar un manifiesto en el que expresaba su desacuerdo con la marcha de la compañía. En octubre de 2016 se mudan a unas nuevas instalaciones con mayor capacidad, en un edificio contiguo a su antigua cervecería en Grimstad.

## Cervezas

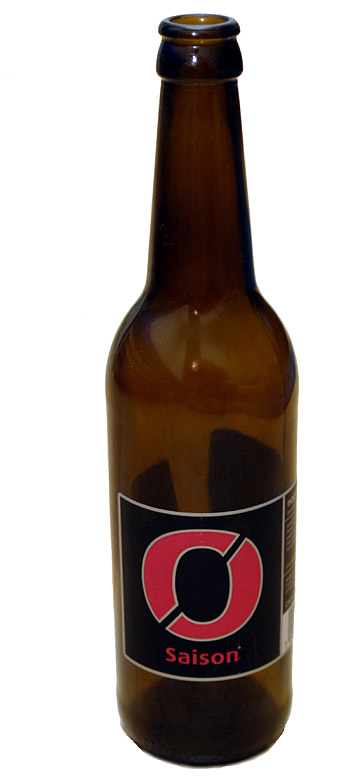
Nøgne Ø Saison.

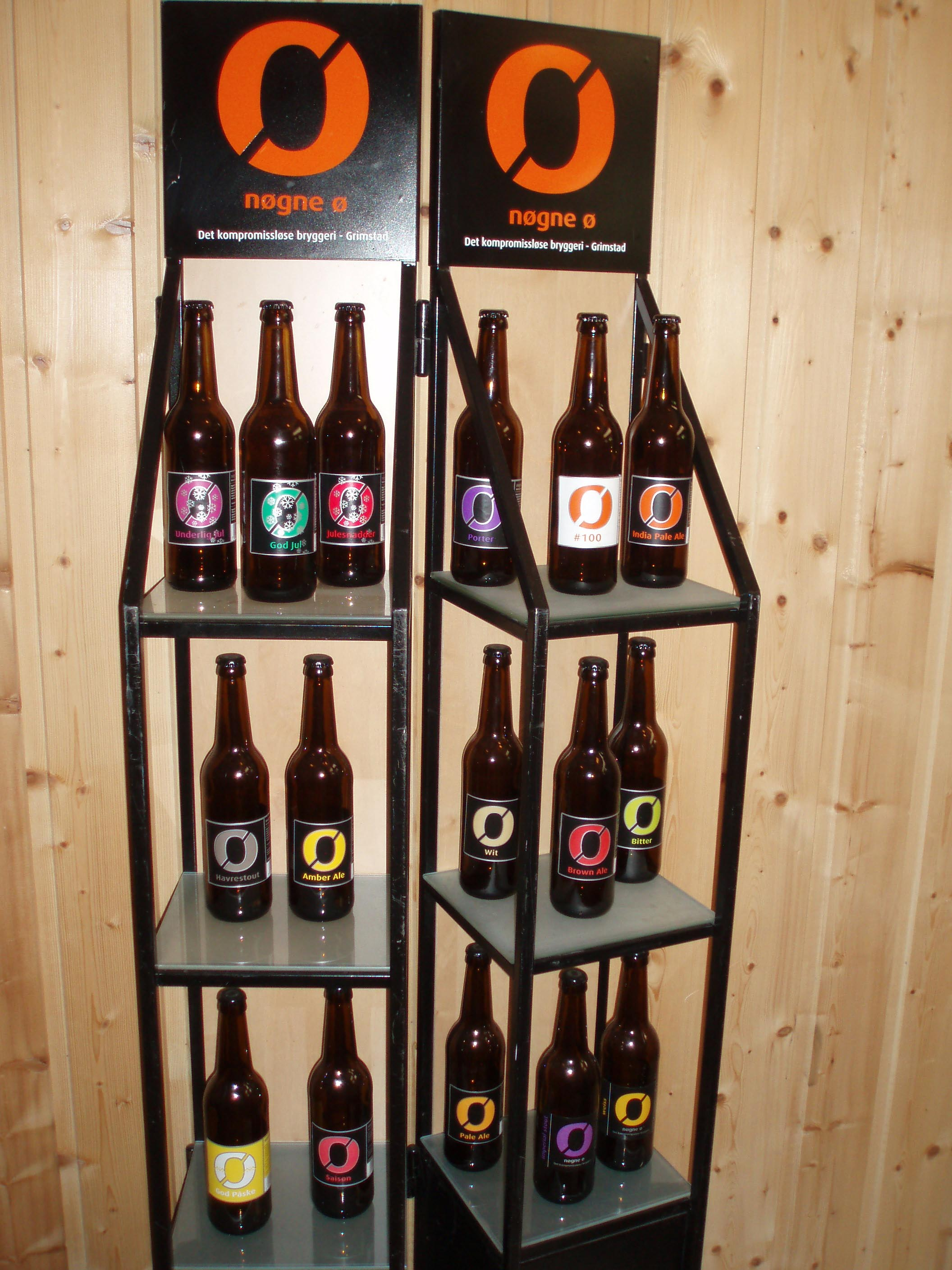
Diferentes cervezas de Nøgne Ø

La fábrica produce una amplia gama de cervezas. En total, 32 variedades a fecha de enero de 2009. En 2009, aproximadamente el 50% de la producción se exportó a Dinamarca, Suecia, Finlandia, Bélgica, Países Bajos, Italia, España, Estados Unidos, Canadá, Australia y Japón.
Tal vez la cerveza más buscada de esta cervecería se llama Dark Horizon 1st Edition, que obtuvo el Oro en el World Beer Cup 2008 en San Diego, California, en la categoría "Otros Strong Ale o Lager". Es una Russian Imperial Stout con un 16% de alcohol por volumen. La Porter de Nøgne Ø consiguió una plata en la categoría "Robust Porter".
- #100 (Receta número 100, y cerveza conmemorativa de la disolución de la unión entre Noruega y Suecia en 1905)
- Amber Ale
- Bitter
- Blonde (versión actualizada de Kos på Groos)
- Brown Ale
- Brun
- Havre Stout
- Imperial Stout
- Imperial Brown Ale
- India Pale Ale
- Pale Ale
- Porter
- Saison
- Two Captains (Double IPA)
- Wit
- Dugges Sahti

Además de las cervezas que se elaboran durante todo el año, la fábrica de cerveza tiene varias cervezas de temporada o que se elaboran de forma limitada:
- Dark Horizon 1st edition (2007)
- Dark Horizon 2nd edition (2008)
- Dark Horizon 3rd edition (2010)
- Dark Horizon 4th edition (2013)
- Red Horizon 1st edition (2010)
- Red Horizon 2nd edition (2013)
- Red Horizon 3rd edition (2013)
- Sweet Horizon edition (2010)
- Special Holiday Ale (2009)
- Julesnadder
- Winter Ale (God Jul)
- Julenatt (2004–2006)
- Peculiar Yule (Underlig Jul)
- God Påske
- Trippel (2003–2004)
- Weiss (2003)
- Beyond the Pale Ale (2006)
- Kos på Groos (2008)
- Le Vanilla Framboise Porter
- Sunturnbrew
- Tangerine Dream (2008)
- Tiger Tripel
- Tyttebær
- Ut På Tur (2008)
- Weiss (2003)

La compañía también produce sake, siendo la primera y única fábrica de cerveza en Europa.